# جورج دوغلاس ستانلي
جورج دوغلاس ستانلي هو سياسي كندي، ولد في 19 مارس 1876 في كندا، وتوفي في 22 فبراير 1954. حزبياً، نشط في الرابطة التقدمية المحافظة في ألبرتا ‏. وقد انتخب عضو الجمعية التشريعية ألبرتا وانتخب عضو مجلس العموم الكندي.